# Bertrand et Cie
Bertrand et Cie war ein französischer Hersteller von Automobilen.

## Unternehmensgeschichte
Das Unternehmen aus Paris begann 1901 mit der Produktion von Automobilen. 1902 endete die Produktion.

## Fahrzeuge
Das schwächere Modell war der 4,5 CV, auch 4 CV genannt. Hier sorgte ein Einbaumotor von De Dion-Bouton für den Antrieb. Das stärker motorisierte Modell 6 CV verfügte über einen Motor von Aster. Die Kraftübertragung beider Modelle erfolgte mittels einer Kette. Die offenen Karosserien boten wahlweise Platz für zwei oder vier Personen. Ein 6 CV gewann im Juli 1901 in seiner Kategorie beim Autorennen Moskau–Sankt Petersburg.
Ein Fahrzeug existiert heute noch.